# リスに恋した少年
「リスに恋した少年」（リスにこいしたしょうねん）は、NHKの『みんなのうた』で、2008年2月 - 3月に放送された楽曲。作詞・作曲・編曲：松本俊明、歌：北村匠海。

## 概要
ある夏の日に森にいたリスと出会った少年が、また会いたいという願いを母が叶えてくれた夏休みの思い出を「永遠の宝物」と唄っている。
作曲家の松本俊明がイギリスで出会った少年の体験談をもとに作られた曲である。
ボーカルには当時10歳で子役だった北村匠海がオーディションで選ばれた。北村の歌手デビュー作となり、4年後にロックバンド・DISH//のボーカルとして活動する。
映像は常連の南家こうじ制作のアニメーションで、北村匠海が映る写真と合成した。使用した写真はモノクロだが、曲のサビのみカラーになる演出が入る。